# 2052. Der neue Bericht an den Club of Rome
2052. Der neue Bericht an den Club of Rome. Eine globale Prognose für die nächsten 40 Jahre (Originaltitel: 2052: A Global Forecast for the Next Forty Years) ist eine Beschreibung von Tendenzen der globalen Entwicklung von Jørgen Randers. Er erschien 2012 und knüpft an den ersten weltweit bekannt gewordenen Bericht an den Club of Rome, Die Grenzen des Wachstums von 1972, an.
Er unterscheidet sich vor allem durch drei Eigenschaften von seinem Vorgängerbericht:
- Zum Ersten beschreibt er nicht ein drohendes Katastrophenszenario, sondern zeigt nur Tendenzen auf.
- Zum Zweiten ist er vor dem Hintergrund der Erfahrung seit 1972 zu lesen, nämlich, dass die gesamte Menschheit auf die vorhergehenden Berichte reagiert hat, aber mit 20- bis 40-jähriger Verzögerung.
- Drittens bietet er nicht nur Zukunftsszenarien an, sondern macht konkrete Vorschläge, wie der einzelne auf die sich abzeichnenden Entwicklungen reagieren sollte.

## Hintergrund
Randers legt im Unterschied zu „Die Grenzen des Wachstums“ (1972) nicht alternative Zukunftsszenarien vor, die je nach dem Weg, den die Menschheit wählt, eintreffen werden, sondern eine einzige Prognose. Das sei möglich, weil man nach 40 Jahren Erfahrung die Hemmnisse, die einem Weg in die Nachhaltigkeit entgegenstehen, relativ gut einschätzen könne. Seine Prognose sage freilich nicht irgendwelche Ereignisse voraus, sondern nur allgemeine Trends. Zu diesen Trends werde gehören, dass in großen Teilen der Welt der Kapitalismus nicht mehr auf Profitmaximierung, sondern auf ökologische Ziele ausgerichtet sein werde. Auch das Wirtschaftswachstum werde zurückgehen, aber nicht aufgrund von Entscheidungen, sondern weil es trotz aller Anstrengungen nicht mehr durchzusetzen sein werde. Er ist der Überzeugung, dass die gegenwärtige Betonung individueller Rechte nicht durchhaltbar sei. Sie müssten hinter dem Allgemeinwohl zurücktreten. Doch befürchtet er, dass das zu spät erfolgen werde, als dass dadurch der globale Temperaturanstieg von über zwei Grad verhindert werden könne.
Der Umverteilungskampf wird zu einem niedrigeren Produktivitätswachstum führen. Dennoch wird das Wachstum nicht rechtzeitig genug gestoppt werden, so dass für die kommenden Generationen Katastrophen voraussehbar seien.
Bis 2052 werde sich das Klima noch nicht katastrophal verändern. Dass sich die klimatische Veränderung auch ohne menschliche Einwirkung von selbst verstärke, werde erst nach 2052 festzustellen sein.

## Globale Prognose

### Die der Prognose zugrunde liegende Logik
Randers geht von zwei Leitfragen aus: „Wie wird sich der Konsum über die nächsten 40 Jahre entwickeln?“ und „Unter welchen Bedingungen – in welchem gesellschaftlichen und natürlichen Umfeld – wird dieser zukünftige Konsum stattfinden?“ (S. 78) Dabei setzt er Computermodelle ein, um Rückkopplungseffekte nicht zu übersehen. Die Prognose für 2052 geht auf viele – sich zum Teil widersprechende – Einzelprognosen zurück.

### Bevölkerung und Konsum
Nach Randers wird das Bevölkerungswachstum sich verlangsamen, ab etwa 2040 wird die Bevölkerung schrumpfen. Die Erwerbsbevölkerung wird bereits um 2030 abnehmen. Produktivität und Bruttoinlandsprodukt werden weiter wachsen, aber langsamer. Denn Investitionen zur Verhinderung und Beseitigung von Umweltschäden werden zunehmen müssen. Es werden bisher ungeahnte Katastrophenkosten entstehen, und der Staat wird sich stärker einmischen müssen. Insgesamt wird der Konsum nicht mehr ansteigen und nicht selten auch sinken.

### Energie und CO2
Die Energieeffizienz werde weiter zunehmen.
Der Energieverbrauch werde steigen, aber nicht endlos.
Die Klimaintensität des Energieverbrauchs werde durch erneuerbare Energien gesenkt.
Die CO2-Emissionen durch Energieverbrauch erreichten 2030 ihren Höhepunkt.
Die Temperatur werde um mehr als zwei Grad steigen, und das werde zu ernsthaften Problemen führen.

### Ernährung und Fußabdruck
Beim Wettlauf um die letzten Rohstoffquellen werde die Biokapazität der Welt immer stärker ausgenutzt werden. Die Städte werden ergiebigere Rohstoffquellen für Metall als die letzten noch nicht ausgebeuteten Rohstofflagerstätten in der Natur (urban mining). So wie gegenwärtig die Zoos letzte Zufluchtsstätte für manche bedrohte Tierarten geworden sind, würden es dann Parks für die Natur ganz allgemein werden.

### Die nicht-materielle Zukunft
Randers argumentiert, das weltweite Bruttoinlandsprodukt werde aufgrund von Bevölkerungsschwund, allgemeiner Überalterung und nachlassender Produktivitätssteigerungen mittelfristig kaum noch zunehmen.
Das Internet werde ein völlig neues Verständnis von Privatheit und Öffentlichkeit entstehen lassen.
Wissen werde kein knappes Gut mehr sein, aber das werde nur bedingt zu rationaleren Entscheidungen führen, da Erkenntnisse allein nicht ausreichten, um Verhaltensänderungen zu bewirken, wenn starke Interessen dem entgegenstehen.

Daher werde vermutlich eine „grüne Truppe“ zur Durchsetzung ökologischen Verhaltens eingerichtet werden, so wie heute die Blauhelme zur Friedenssicherung einträten.

### Der Zeitgeist von 2052

#### Betonung lokaler/regionaler Lösungen
Schottland und die skandinavischen Staaten als Gewinner des Klimawandels
„Ich glaube, in 40 Jahren wird sich das Kräftegleichgewicht in Europa Richtung Norden verschieben. Die aufstrebenden Länder sind dann Skandinavien, Deutschland, die Beneluxstaaten und die Baltischen Staaten. Schottland wird seine Trennung vom Vereinigten Königreich vollziehen […] Südliche Länder wie Spanien, Portugal, Griechenland, Italien und der Balkan werden unter Temperaturanstiegen und Wasserknappheit leiden, wodurch es zu Nahrungsmittelknappheit, Gesundheitsproblemen und Unruhen kommt. Die Folgen sind Bevölkerungsverschiebungen und Einwanderungsschübe aus Nordafrika.“ (Catherine Cameron, S. 230)
Angleichung der Staaten nördlich und südlich des Mittelmeeres aneinander
Trotz der Eurokrise bleiben die Staaten nördlich des Mittelmeeres für die nordafrikanischen Staaten attraktiv. „Trotz dieser düsteren Entwicklungen im mediterranen Norden nimmt die illegale Zuwanderung aus Afrika und Asien explosionsartig zu, hauptsächlich in Richtung Italien und Griechenland und in schwächerem Ausmaß nach Spanien, Malta und Zypern.“ (Thymio Papayannis, S. 235)
Slum-Urbanismus in Afrika
Edgar Pieterse nimmt an, „dass Slum-Urbanismus angesichts des schwachen BIP-Wachstums, der anhaltenden Lohnungleichheit und systemischen politischen Fehlfunktionen ein vorherrschender Zug afrikanischer Städte bleiben wird. […] Vom Staat wird nichts erwartet, genauso wenig wie vom privaten Markt. Stattdessen finden sich die Bewohner in verschiedenen Konstellationen zusammen und versuchen, ihr minimales Einkommen zu strecken, indem sie ihre gegenseitige Unterstützung, ihr Wissen und ihre Arbeitskraft einsetzen, um langsam aber systematisch alle nach vorne zu bringen. Im Kern dieses sozialen Betriebssystems steckt die Möglichkeit, die Ressourcen und Erwartungen der geordneten Stadt außerhalb des Slums ausschlachten, unterwandern, in Besitz nehmen und umformen zu können.“ (Edgar Pieterse, S. 241)

#### Geringere Fixierung auf Wirtschaftswachstum
Zur Veränderung wirtschaftspolitischer Zielsetzungen argumentiert Randers wie folgt:
„Ich glaube nicht, dass der Kapitalismus in den kommenden 40 Jahren unverändert weiter existieren wird. Der Name wird bleiben, doch die Funktionsweise der kapitalistischen Gesellschaft wird sich auf zweierlei Arten wandeln: Investitionsströme werden nicht mehr nur von Profitabilität gesteuert werden und Unternehmen werden gezwungen sein, nicht nur über ihre finanziellen Leistungen Rechenschaft abzulegen, sondern auch über die ökologischen und gesellschaftlichen Konsequenzen ihres Handelns.
[…] Die globale Gesellschaft wird sich in den kommenden 40 Jahren wachsenden Herausforderungen gegenübersehen, deren Lösung zusätzliche Investitionen verlangt. In immer mehr Fällen wird ein Eingreifen notwendig sein, bevor diese Investitionsprojekte aus wirtschaftlicher Sicht profitabel werden. Idealerweise löst der Staat solche Probleme durch eine Anpassung der relativen Preise (die „Internalisierung externer Kosten und Nutzen“), aber dieses könnte sich in der Praxis als schwierig erweisen. Rascher geht es, wenn man die Steuern erhöht und die Einnahmen direkt in die gesellschaftlich notwendigen Projekte investiert.
Ein gutes Beispiel ist die Entscheidung der deutschen Regierung, während der 2000er-Jahre bedeutende Investitionen in Wind- und Solarenergie zu tätigen und die Verbraucher für die Rechnungen aufkommen zu lassen.“ (S. 250)
„2052 wird China der Welt gezeigt haben, wie eine starke Regierung viel eher in der Lage ist, den Herausforderungen zu begegnen, die sich der Menschheit im 21. Jahrhundert stellen. Denn China wird die 5 Prozent seines BIP, die benötigt werden, um die einbrechenden Probleme zu bewältigen, ganz einfach umlenken können. Und währenddessen werden die Marktwirtschaften noch zaudern, ob Sie weitere 100 Milliarden US-Dollar (weniger als 0,1 Prozent ihres BIP) zur Unterstützung klimafreundlicher Technologien einsetzen.“ (S. 252)
„Modifizierter Kapitalismus könnte außerdem gelebt werden, wenn Kapitalströme von Rentenfonds gesteuert werden, die sich auf ihre wahre Aufgabe besinnen, nämlich in 30 Jahren ein sicheres Renteneinkommen für ihre Kunden zu sichern anstatt Indizes nachzujagen, die maximale kurzfristige Profite versprechen. Die (bestmöglich motivierten) Manager von Rentenfonds könnten agieren wie eine weitsichtige und weise Regierung.“ (S. 253)
Kollektive Kreativität
„Die Internetnutzung nach Wiki-Art ermöglicht es, praktisch das gesamte Wissen der Menschheit zu jedem beliebigen Projekt abzufragen. Sie ermöglicht es, das freiwillige Engagement vieler Individuen zu einem großen Werk zusammenzufassen – wie es früher nur die Kirche oder besonders erfolgreiche gesellschaftliche Bewegungen geschafft hätten.
Solche kollektiven Unternehmungen werden meiner Ansicht nach in Zukunft von großer Bedeutung sein. Sie werden helfen, Engagement und Macht zu dezentralisieren.“ (S. 258)
„Beinahe 40 Prozent der Firmenchefs weltweit erwarten, dass ein Großteil der zukünftigen Innovationen mit Partnern von außerhalb entwickelt werden wird. Anstatt des alten Modells der firmeninternen Innovationen in abgeschirmten Forschungs- und Entwicklungsabteilungen und der Geheimhaltung und aggressiven Kontrolle geistigen Eigentums werden Konzerne externe wie interne Ideen kommerzialisieren, indem sie äußere wie betriebseigene Marktzutritte nutzen.
Die Grenzen zwischen den Ideen eines Unternehmens und den Ideen seiner Umgebung werden immer durchlässiger. Bis 2052 wird das not-invented-here-Syndrom (NIH), das den Gebrauch externer Ideen begrenzte, endlich vergessen sein.“ (S. 261f.)
Generationengerechtigkeit
„Ich weiß nicht, mit welchen Waffen der Dritte Weltkrieg oder gar der Vierte Weltkrieg ausgetragen werden wird. Doch lässt sich todsicher davon ausgehen, dass zukünftige Kriege uns bis 2052 einen Weltgerichtshof der Generationen bringen werden, durch den Regierung, Konzerne und andere Akteure wegen Ökozids und massiver Beeinträchtigung der Interessen zukünftiger Generationen angeklagt und verfolgt werden können.“ (John Elkington, zitiert auf S. 267)
Randers ist sich da nicht so sicher.

## Analyse

### Gedanken über die Zukunft
Randers nimmt an, dass der Lebensstandard in den nächsten 40 Jahren weltweit gesehen nicht plötzlich zusammenbrechen wird. Als Grund dafür nimmt er an, dass zum einen 2–3 Milliarden Menschen arm bleiben werden und nicht vom Produktivitätszuwachs profitieren werden und zum anderen die Reichen alles tun werden, um ihren Lebensstandard trotz aller Verknappungen zu erhalten.
Allerdings werde das im Wesentlichen erst geschehen, wenn man die Ursachen der Verknappungen nicht mehr bekämpfen könne.
Finanzielle Kernschmelze
„Was wäre, wenn das Vertrauen in das Finanzsystem und damit die Kreditvergabe an die Realwirtschaft komplett zusammenbrechen und das BIP dadurch innerhalb eines Jahres um, sagen wir, 20 Prozent senken würde? [...] Das würde zu einem dramatischen Anstieg der Arbeitslosigkeit führen, der begleitet wird von sinkenden Einkommen, sinkendem Energieverbrauch, sinkenden CO2–Emissionen und einem kleiner werdenden ökologischen Fußabdruck, nicht zu vergessen massive Umschichtung der Eigentumsverhältnisse und Nettovermögenswerte. Die wichtigste Folge jedoch, über den Rückgang von Konsum und Wohlstand und den Anstieg der Armut hinaus, wäre die Tatsache, dass die Menschheit erst später an Grenzen des Planeten stößt. Obwohl dieser Aufschub nicht wirklich lang wäre. Würden fünf Jahre lang die jährlichen Emissionen um 20 Prozent sinken, so würden die kumulierten Emissionen um ein Jahr der normalen Emissionen sinken, das heißt, der sich selbst verstärkende Klimawandel würde nicht im Jahr 2080 einsetzen, sondern erst 2081.
Das heißt eine ernsthafte Finanzkrise würde das Klima nicht retten. Würde die Rezession jedoch intelligent genutzt, indem die Arbeitslosen ‚grüne‘ Projekte durchführen, die durch die Notenpresse finanziert werden, könnte sich der wirtschaftliche Aufschwung (!) [gemeint ist: Abschwung] langfristig als eine Wohltat für das Klima herausstellen. Ich zweifle jedoch, dass das passieren würde.“ (S. 296).
Atomkrieg
„Was würde passieren, wenn jemand ein paar riesige Atombomben abwerfen würde, um irgendein nervendes Problem zu lösen? Viel weniger, als Sie wahrscheinlich denken. Ein Atomkrieg verursacht zweifellos bei der Explosion der Bombe unsagbares Leid, und die Strahlungen machen das Leben der Betroffenen noch lange zur Qual.
Die unmittelbaren Auswirkungen auf die Weltbevölkerung und die Wirtschaft wären jedoch begrenzt. Würden die Bomben 100 Millionen Menschen töten – und das ist etwa zehnmal so viel, wie realistischerweise sterben würden – dann wären das 1,4 Prozent der Weltbevölkerung und derselbe Anteil des weltweiten BIP [Bruttoinlandsprodukt] (wenn man davon ausgeht, dass die Bomben in allen Altersgruppen gleich viele Opfer verursachen). Die Bomben würden die Weltwirtschaft um lediglich acht Monate (bei einer angenommenen Wachstumsrate von 2 Prozent jährlich) und die Bevölkerung um zwölf Monate (bei einer angenommenen Wachstumsrate von 1,4 Prozent jährlich) zurückwerfen. Das heißt, auf den Klimawandel würde sich ein Atomkrieg noch weniger auswirken als die oben beschriebene, finanzielle Kernschmelze.
Um keine Missverständnisse aufkommen zu lassen: Das Leid, das ein Atomkrieg verursacht, ist unfassbar und völlig überflüssig. Und die Ungerechtigkeit, dass die einen getroffen werden und die anderen nicht, ist nicht hinnehmbar.“ (S. 296/97)
Dabei gebe es einen relativ einfachen und wirksamen Plan, den CO2-Ausstoß innerhalb von 20 Jahren auf nahezu 0 zu verringern. Randers führt ihn mit einer rhetorischen Frage ein:
Gemeinsame weltweite Bemühungen gegen den Klimawandel
„Was wäre, wenn die führenden Politiker weltweit beschließen würden, im Rahmen eines gemeinsamen Plans 20 Jahre lang jedes Jahr fünf Prozent des weltweiten BIP zur Lösung des Klimaproblems zu verwenden? Das würde bedeuten, dass fünf Prozent der arbeitenden Bevölkerung und fünf Prozent des Kapitals für die Herstellung und Erbringung klimafreundlicher Güter und Dienstleistungen arbeiten würden. Dieses große Projekt würde das Klimaproblem lösen. Nach 20 Jahren gemeinsamer und gut geplanter Anstrengungen wäre die Weltwirtschaft emissionsfrei.“ (S. 298)
Die globalen Finanzmärkte würden die nachhaltige Entwicklung vorantreiben, sobald sie die Überbewertung der fossil-basierten Unternehmen erkannt hätten, meint Nick Robins.
Die Welt muss lernen, mit geringerem Wirtschaftswachstum als heute üblich zu leben. Das gelingt uns nur, wenn wir auch lernen, wie man ohne Wachstum umverteilt. (Randers, S. 309)

### Fünf regionale Zukünfte im Blick auf 2052
In den USA werden die Konsumenten „eine ganze Generation lang absolut keine Lohnsteigerungen erleben. Doch die US-Landmasse ist im Vergleich zur Bevölkerung enorm und so wird das Land auch weiterhin in der Lage sein, sich mit natürlichen Ressourcen zu versorgen und immer noch bedeutende Reserven haben. Die Nahrungsmittelerzeugung pro Kopf wird gemessen an internationalen Standards sehr hoch bleiben und wenngleich ein beträchtlicher Teil des Überschusses für Biobrennstoffe verwendet wird, kann wohl trotzdem noch einiges an Nahrungsmitteln exportiert werden.“ (S. 315)
Überraschend für viele Bewohner der westlichen Welt wird die chinesische Bevölkerung ihren Höchststand bereits in den 2020er-Jahren erreichen – aber es wird ein flaches und langes Maximum sein. Auf diese Weise wird das Land einen frühen und immens großen Vorteil aus seiner unpopulären Ein-Kind-Politik der letzten Generation ziehen. Die zusätzlichen Belastungen durch mehrere 100 Millionen Menschen werden der Volksrepublik China erspart bleiben und das Land wird in der Lage sein, die frei gewordenen Ressourcen zu nutzen, um für die 1,4 Milliarden Menschen, die in den 2020er-Jahren dort leben werden, eine bessere Existenz zu schaffen. (S. 320)
Für die OECD-ohne-USA zeichnet Randers folgendes Bild:
„Das Gesamt-BIP der Region wird langsam ansteigen und anfangs der 2030er-Jahre etwa 15 % über dem derzeitigen Niveau seinen Höchststand erreichen. Dieses langsame Wachstum wird in erster Linie dem Bevölkerungsrückgang, aber auch dem langsamen Produktivitätswachstum geschuldet sein. […] Die hauptsächliche Produktionsreserve liegt in der Chance, einen noch höheren Anteil der potentiellen Erwerbsbevölkerung in Beschäftigung zu bringen. So gesehen sind die derzeitigen hohen Arbeitslosenzahlen in der OECD – mehr als 10 % der potentiellen Erwerbsbevölkerung – eine einmalige Gelegenheit. Die Region verfügt über die notwendigen Arbeitskräfte, um die alternde Bevölkerung zu versorgen. Dies bedingt jedoch einen Einkommentransfer von den derzeit Beschäftigten zu den Einsteigern. Mehr Menschen in Brot und Arbeit zu bringen, wird Führungsstärke und die Bereitschaft der Mehrheit zu Investitionen erfordern, um die zahlreichen Herausforderungen zu meistern, welche auf die Regionen zukommen, einschließlich jener, die das Altern der Bevölkerung und der Klimawandel nach sich ziehen. In dieser Hinsicht wird die Region OECD-ohne-USA einen besseren Ausgangspunkt haben als die Vereinigten Staaten.“ (S. 329–331)
„Meine vierte Region, BRISE, besteht aus Brasilien, Russland, Indien, Südafrika und zehn großen Schwellenländern, mit 2010 insgesamt 2,4 Milliarden Menschen. […] Diese Region ist so mannigfaltig, dass es fast sinnlos ist, über Mittelwerte zu sprechen. Immerhin umfasst sie derzeit ein Drittel der Erde. Das derzeitige BIP von BRISE übertrifft das von China. Der einzige gute Grund, diese Länder in eine Gruppe zusammenzufassen, ist, dass sie groß (die durchschnittliche Bevölkerung beträgt 170 Millionen) und alle auf dem Weg zur Industrienation sind. […] Die Nahrungsmittelproduktion wird wegen der immensen ungenutzten anbaufähigen Flächen der Regionen (z. B. In Brasilien, der Ukraine und Sibirien) trotz des Verlusts einen Teils des Ackerlandes weiter steigen. Allerdings wird die Region auch zum Schauplatz potentieller Klimakatastrophen infolge der Erderwärmung.“ (S. 334–335)
Der Rest der Welt „ist eine eklektische Mischung aus etwa 183 Staaten mit einer Gesamtbevölkerung von 2,1 Milliarden Menschen im Jahr 2010 und damit Heimat eines Drittels der Weltbevölkerung. […] Das durchschnittliche BIP pro Kopf beträgt etwa zwei Drittel dessen der Region BRISE-Region. Die Bevölkerung wächst noch rasch – 1,9 Prozent jährlich –, verglichen mit 2,4 Prozent vor 40 Jahren. Die Wachstumsrate wird jedoch weiter fallen […] Konsum und Produktion pro Kopf werden wachsen, doch die drei Milliarden Menschen dieser Region werden auch 2052 noch immer weit hinter den fünf Milliarden zurückliegen“, die in der übrigen Welt leben werden „- und dies trotz der 40 Jahre Stagnation in der OECD-Region.“ (S. 342–346)

### Vergleich mit anderen Zukünften
Randers vergleicht seine Studie mit der von Die Grenzen des Wachstums (GdW) (1972) und stellt heraus, dass damals nur recht grobe Szenarios als denkbare Zukunftsalternativen vorgestellt wurden. Er habe ein wahrscheinliches Szenario (in der Ausgabe von GdW (2004) Abbildung 6-1, S. 210) ausgewählt und von da aus eine präzisere Prognose formuliert.
Wenn 1972 von Überziehung (overshoot) und dem daraus folgenden Zusammenbruch des Systems gesprochen wurde, so bedeute das freilich noch nicht ein Aussterben der Menschheit, sondern nur, dass ein Leben wie zuvor ganz ausgeschlossen werde.
In den auf 1972 folgenden Jahren sei „Die Grenzen des Wachstums“ als widerlegt angesehen worden, weil in einzelnen Fällen die Rohstoffe – aus den verschiedensten Gründen – nicht so früh ausgingen wie vorhergesehen. Dabei wurde die entscheidende Aussage der Studie von 1972 verkannt, nämlich der Hinweis, dass die Menschheit bald insgesamt mehr verbrauchen werde, als das auf Dauer durchhaltbar sei. Also das, was in den 1990er Jahren als zu großer ökologischer Fußabdruck bezeichnet wurde.

### Welche Möglichkeiten haben wir noch?
„Meine Prognose für die globalen Entwicklungen bis zum Jahr 2052 ist pessimistisch, aber nicht katastrophal. […] Fast drei Milliarden Menschen werden immer noch keinen für meine Begriffe ausreichenden Lebensstandard haben, ohne angemessene Nahrung, Wohnung, Gesundheitsversorgung oder Sicherheit leben müssen. Man wird sich in den nächsten 40 Jahren um eine Lösung dieser Probleme bemühen, aber die Bemühungen werden nicht ausreichen um die Armut bis 2052 zu beseitigen. […] die reichen Länder werden einen sehr viel größeren Teil ihrer Wirtschaftskraft aufwenden müssen, um die Flut neuer Probleme zu lösen, die in den nächsten 40 Jahren auf sie zukommen werden. Sie werden sauberere und teurere Energieanlagen errichten, in effizientere Häuser, Autos und Fabriken investieren und sich gegen die neu auftretenden Auswirkungen des Klimawandels schützen müssen. Sie werden die Schäden reparieren müssen, die durch immer extremere Wetterereignisse entstehen, und Ersatzstoffe für knappe und teure Rohstoffe erforschen und entwickeln müssen. Es wird sehr viele zusätzliche Aufgaben geben. Und wenn der reiche Teil der Welt langfristig erträgliche Lebensbedingungen auf der Erde erhalten will, wird er nicht nur die eigenen Kosten dafür übernehmen müssen, sondern auch den Anteil der ärmeren Länder. […] Die armen Länder werden ein Problem, dessen volle Auswirkungen sie erst in 30 Jahren wirklich spüren werden, nicht als besonders dringlich behandeln. Und was den Klimawandel angeht, ist es wohl auch ihr gutes Recht, es nicht zu tun: Schließlich haben die reichen Länder das Klimaproblem erst geschaffen […]“ (Randers, S. 373–374)
Die reichen „Länder werden nicht in die Anarchie stürzen, aber sie werden kein ausreichend schnelles Wachstum schaffen, um Arbeitslosigkeit und Ungerechtigkeit zu beseitigen. Obwohl es möglich wäre, werden sie ihre Wirtschaft nicht neu beleben können, weil sie nicht in der Lage sind, die notwendigen Entscheidungen zu treffen.“ (S. 374)
Zur Frage der richtigen Strategie für eine erfolgreiche Veränderung argumentiert Randers:
„50 Jahre Entwicklungshilfe und Experimente mit verschiedenen Wirtschaftsformen haben gezeigt, dass stabile staatliche Einrichtungen und Bildung für alle, insbesondere für Frauen, unverzichtbare Voraussetzungen für langfristiges wirtschaftliches Wachstum sind. Die Erfahrung hat auch gezeigt, dass gegen die Armut keine Lösung von außen hilft, die Lösung muss von den Menschen vor Ort selbst kommen. […] Unverzichtbar sind aber wohl geordnete, verlässliche Rahmenbedingungen, geringe Korruption und ausreichende Investitionen in die Zukunft. Solche Lösungen tatsächlich umzusetzen, ist die eigentliche wirtschaftliche Herausforderung. Die letzten 50 Jahre haben gezeigt, dass dies leichter gesagt als getan ist. Die Vergangenheit hat außerdem gezeigt, dass es sehr viel sinnvoller ist, die Ressourcen eines Entwicklungslandes für den Aufbau des Landes zu verwenden, als sie an ausländische Investoren zu verkaufen.“ (Randers S. 375)
„Was aber kann und sollte jede und jeder Einzelne in dieser Angelegenheit unternehmen? Meiner Meinung nach sollte sich jeder öffentlich für eine Verringerung der Emissionen aussprechen, darauf hinweisen, dass der Klimawandel ein ernsthaftes Problem darstellt und dass so schnell wie möglich Gegenmaßnahmen ergriffen werden müssen, dass eine Lösung technisch möglich und relativ billig ist und dass man selbst bereit ist, seinen Teil der Kosten dafür zu tragen, wenn die Mehrheit sich dafür entscheidet. Wenn Sie darüber hinaus noch in Ihrem täglichen Leben beweisen, wie einfach es ist, die Treibhausgasemissionen durch den persönlichen Lebensstil zu senken, dann haben Sie meiner Meinung nach mehr als Ihre Pflicht getan. Denn Sie haben zur politischen Willensbildung beigetragen, die notwendig ist, um einen deutlichen und zielgerichteten Schritt in eine klimafreundliche Zukunft zu veranlassen und mitzutragen. Aber wie Sie aus meiner Prognose wissen, wird dieser Schritt wohl leider erst sehr viel später, in den 2030er-Jahren, in großem Umfang gegangen werden.“ (Randers, S. 377)
Eine Beratergruppe des Generalsekretärs der Vereinten Nationen hat eine „bemerkenswert deutliche Liste mit Handlungsempfehlungen“ herausgebracht.

### 20 Ratschläge
Gegen Ende des Buches listet Randers 20 persönliche Ratschläge auf, welche gültig sein werden, wenn wir unseren gegenwärtigen Kurs nicht ändern:
1. Legen Sie mehr Wert auf Zufriedenheit als auf Einkommen.
2. Vermeiden Sie eine Vorliebe für Dinge, die bald verschwunden sein werden.
3. Investieren Sie in hochwertige Unterhaltungselektronik als Ersatz für die Realität.[24] Was Randers dabei nicht ausspricht, aber andeutet, ist die Frage: Sollte man sich nicht früh daran gewöhnen, dass man vieles nicht mehr unternehmen kann, was früher möglich war?
4. Erziehen Sie ihre Kinder nicht zu Naturliebhabern.[25]
5. Wenn Ihnen die Vielfalt des Lebens am Herzen liegt, genießen Sie sie, solange Sie noch können.
6. Besuchen Sie die Sehenswürdigkeiten der Welt, bevor sie durch die Menschenmassen ruiniert werden.
7. Wohnen Sie an einem Ort, der vom Klimawandel möglichst wenig betroffen ist.
8. Ziehen Sie in ein Land, in dem Entscheidungen getroffen werden können.
9. Finden Sie heraus, welche Folgen fehlender Nachhaltigkeit ihre Lebensqualität am meisten beeinträchtigen werden.
10. Wenn Sie nicht im Dienstleistungsbereich oder in der Pflege arbeiten wollen, suchen Sie sich einen Job in den Bereichen Energieeffizienz oder erneuerbare Energien.
11. Raten sie ihren Kindern, Mandarin zu lernen.
12. Verabschieden Sie sich von der Vorstellung, jedes Wachstum sei gut.
13. Denken Sie daran, dass Ihre fossilen Wertanlagen eines Tages plötzlich ihren Wert verlieren werden.
14. Investieren Sie in Dinge, die robust gegen soziale Unruhen sind.
15. Tun Sie mehr als Sie müssen. So vermeiden Sie später ein schlechtes Gewissen.
16. Für Unternehmer: Loten Sie das Geschäftspotential von Verbesserungen der Nachhaltigkeit aus.
17. Für Unternehmer: Mengenwachstum bedeutet nicht automatisch Gewinnsteigerung.
18. Für Politiker: Wenn Sie wiedergewählt werden wollen, unterstützen Sie nur Initiativen, die langfristige Gewinne versprechen.
19. Für Politiker: Denken Sie daran, dass wir in Zukunft an viele Grenzen stoßen werden.
20. Für Politiker: Akzeptieren Sie, dass der gleichberechtigte Zugang zu begrenzten Ressourcen wichtiger werden wird als die Redefreiheit.

## Rezeption
Uwe Schneidewind, Präsident des Wuppertal Instituts für Klima, Umwelt, Energie, merkt zu dem Bericht kritisch an, er sei etwas zu pessimistisch, denn er berücksichtige Entwicklungen in Richtung Nachhaltigkeit zu gering. So könne man einen „erheblichen Wertewechsel, der gerade stattfindet vom rein ökonomischen zum nachhaltigen Denken“ beobachten. Dieser werde in dem Bericht zwar angesprochen, aber nicht in die Rechenmodelle aufgenommen.
Sven Stockrahm, Rezensent der Zeit, glaubt dagegen, bei Randers eine gewisse Hysterie feststellen zu können („Die Trends sind plausibel, ihre Präsentation aber hysterisch.“).
Am kritischsten sieht Dorothee Landgrebe, Ökologiereferentin der Heinrich-Böll-Stiftung, den Bericht. Er kritisiere viel zu einseitig die Demokratien wegen langsamer Entscheidungsfindung und zeichne ein zu optimistisches Bild von China, obwohl dort die Umweltverschmutzung besonders stark voranschreite.